# Frank Beaty
Francis Joseph Beaty, detto Frank (Greece, 23 maggio 1919 – Rochester, 26 novembre 1985), è stato un cestista statunitense, professionista nella NBL.

## Carriera
Nella stagione 1946-1947 ha giocato in NBL con i Rochester Royals; nel corso delle 6 partite giocate con la squadra ha messo a segno un unico punto; ha inoltre segnato 2 punti nei play-off, nei quali ha giocato 2 partite.